# Tre Grazie a monocromo
Le Tre Grazie a monocromo sono un dipinto a olio su tavola (47,5x35 cm) di Peter Paul Rubens, databile al 1620-1623 circa e conservato nella Galleria Palatina di Firenze.

## Storia
L'opera era stata creata a grisaille per fornire un soggetto da tradurre su un vaso in avorio, una tecnica allora molto in voga nei paesi nordici.
Monsignor Francesco Airoldi, nunzio a Bruxelles, ne venne in possesso e la offrì al cardinale Leopoldo de' Medici, grande ammiratore di Rubens. A testimonianza esiste una lettera del 14 febbraio 1671: "Havendo inteso che il marchese Bartolomei teneva incombenza di procacciare per l'E.V. alcuni disegni del Rubens, si sono date la grazia di consegnargli un piccolo sollazzo del medesimo autore, ch'io haveva rappresentante le Tre Grazie, stimato buono in questi paesi". Il 14 ottobre dello stesso anno il cardinale ringraziò l'Airoldi per l'opera già arrivata a Firenze, via mare, definendola "una cosa che viene da me tanto stimata ed alla quale dare luogo tra le mie cose più care di tal genere".
Le opere del cardinale finirono agli Uffizi dopo la sua morte e le Tre Grazie in particolare vennero trasferite alla Palatina nel 1928. La datazione al 1620-1623 venne sostenuta per primo da Oldenboorg ed è generalmente condivisa.
Verso il 1638 il pittore tornò sul soggetto delle Tre Grazie, ma con un'impostazione completamente diversa. Somiglianze si riscontrano invece tra la posa delle tre figure fiorentine e un disegno tardivo con tre donne elegantemente vestite (Varsavia, Gabinetto delle Stampe della Biblioteca Universitaria), oppure tra la figura di sinistra e l'Allegoria della Carità (Ermitage, nn. 5513), del 1620 circa.

## Descrizione e stile
Le tre Grazie sono ritratte nude a figura intera, con le tipiche fisionomie giunoniche dello stile dell'artista. Esse incrociano sguardi e gesti creando un insieme di grande scioltezza e raffinatezza, all'insegna della variazione e di un erotismo elegante. Due putti in alto, volano incoronando le Grazie e altri, appena disegnati, si intravedono sullo sfondo, dove si trova anche un albero e cesti di frutta.
La luce si adagia sui corpi delle fanciulle, accentuata da lumeggiature, creando un effetto di rilievo scultoreo, addolcito dal morbido tratteggio delle ombre.